# Танджунгпандан
Танджунгпандан (індонез. Tanjungpandan) — містечко в індонезійській провінції Банка-Белітунг, адміністративний центр округу Белітунг.

## Географія
Танджунгпандан розташовується на західному узбережжі острова Белітунг.

### Клімат
Містечко знаходиться у зоні, котра характеризується вологим тропічним кліматом. Найтепліший місяць — квітень із середньою температурою 27.2 °C (81 °F). Найхолодніший місяць — грудень, із середньою температурою 26.1 °С (79 °F).
| Клімат Танджунгпандана  | Клімат Танджунгпандана | Клімат Танджунгпандана | Клімат Танджунгпандана | Клімат Танджунгпандана | Клімат Танджунгпандана | Клімат Танджунгпандана | Клімат Танджунгпандана | Клімат Танджунгпандана | Клімат Танджунгпандана | Клімат Танджунгпандана | Клімат Танджунгпандана | Клімат Танджунгпандана | Клімат Танджунгпандана |
| Показник                | Січ.                   | Лют.                   | Бер.                   | Квіт.                  | Трав.                  | Черв.                  | Лип.                   | Серп.                  | Вер.                   | Жовт.                  | Лист.                  | Груд.                  | Рік                    |
| Абсолютний максимум, °C | 40                     | 32                     | 39                     | 42                     | 33                     | 37                     | 37                     | 37                     | 37                     | 35                     | 42                     | 39                     | 42                     |
| Середній максимум, °C   | 28                     | 28                     | 29                     | 29                     | 30                     | 30                     | 30                     | 30                     | 30                     | 29                     | 28                     | 28                     | 29                     |
| Середня температура, °C | 26                     | 26                     | 26                     | 27                     | 27                     | 27                     | 27                     | 27                     | 27                     | 27                     | 26                     | 26                     | 26                     |
| Середній мінімум, °C    | 24                     | 24                     | 24                     | 24                     | 24                     | 23                     | 23                     | 23                     | 23                     | 23                     | 23                     | 23                     | 23                     |
| Абсолютний мінімум, °C  | 22                     | 22                     | 21                     | 22                     | 22                     | 20                     | 20                     | 20                     | 20                     | 20                     | 21                     | 21                     | 20                     |
| Днів з опадами          | 13                     | 12                     | 13                     | 15                     | 14                     | 11                     | 11                     | 8                      | 12                     | 13                     | 18                     | 20                     | 160                    |
| Днів з дощем            | 13                     | 12                     | 13                     | 15                     | 14                     | 11                     | 11                     | 8                      | 12                     | 13                     | 18                     | 20                     | 160                    |
| ----------------------- | ---------------------- | ---------------------- | ---------------------- | ---------------------- | ---------------------- | ---------------------- | ---------------------- | ---------------------- | ---------------------- | ---------------------- | ---------------------- | ---------------------- | ---------------------- |
| Джерело: Weatherbase    |                        |                        |                        |                        |                        |                        |                        |                        |                        |                        |                        |                        |                        |